# Maciej Miłkowski
Maciej Grzegorz Miłkowski (ur. 9 maja 1972 w Warszawie) – polski menedżer branży medycznej i urzędnik państwowy, w latach 2016–2018 zastępca prezesa Narodowego Funduszu Zdrowia, w latach 2018–2023 i w 2024 podsekretarz stanu w Ministerstwie Zdrowia.

## Życiorys
W 1997 ukończył studia w Szkole Głównej Handlowej, później także studia typu MBA z zarządzania i ekonomiki technologii medycznych w Wyższej Szkole Przedsiębiorczości i Zarządzania im. Leona Koźmińskiego w Warszawie.
Pracował początkowo w Polskim Banku Inwestycyjnym. Następnie w 1998 brał udział w organizacji Mazowieckiej Regionalnej Kasy Chorych i został w niej członkiem zarządu ds. ekonomiczno-administracyjnych oraz dyrektorem finansowym. Od 2002 do 2005 prowadził NZOZ Europejskiej Kliniki Rehabilitacji Victoria, po czym od 2005 do 2007 był pełnomocnikiem dyrektora ds. finansowo-księgowych i wicedyrektorem ds. ekonomicznych w Instytucie Matki i Dziecka. Pomiędzy czerwcem 2007 a styczniem 2016 pozostawał wicedyrektorem ds. ekonomicznych w Instytucie Kardiologii im. Prymasa Tysiąclecia Kardynała Stefana Wyszyńskiego. 15 lutego 2016 objął funkcję zastępcy prezesa Narodowego Funduszu Zdrowia ds. finansowych, którą pełnił do 2018.
18 czerwca 2018 powołany na stanowisko wiceministra zdrowia, odpowiedzialnego za ubezpieczenia zdrowotne i nadzór nad NFZ. W późniejszym okresie zmieniono jego kompetencje, powierzając mu m.in. kontrolę polityki lekowej. Przymusowo urlopowany w lipcu 2020. W grudniu 2023 zakończył pełnienie funkcji wiceministra. 4 stycznia 2024 ponownie objął tożsame stanowisko w trzecim rządzie Donalda Tuska. W maju tego samego zakończył pełnienie funkcji w rządzie. Następnie rozpoczął pracę w Wojskowym Instytucie Medycznym.
Syn Marty i Witolda.

## Nagrody i wyróżnienia
- 2022 – nagroda „Polski Kompas 2022” przyznawaną przez Gazetę Bankową wspólnie z portalem wGospodarce[10].